# Personaggi di Hunger Games
Questa pagina contiene informazioni relative ai personaggi della saga di fantascienza Hunger Games scritta da Suzanne Collins.

## Personaggi principali

### Katniss Everdeen
Katniss Everdeen è la protagonista della serie. All'inizio del primo libro ha 16 anni, e viene descritta come una ragazza tranquilla, indipendente e fiera. Ha lunghi capelli neri che solitamente tiene raccolti in una treccia, pelle olivastra e occhi di un colore azzurro tendente al grigio. Vive con la madre e la sorella Primrose nel Distretto 12, il più povero di Panem. Il padre è morto in un'esplosione in miniera quando Katniss era ancora bambina, e sua madre era caduta in una grave depressione. Dal momento che il cibo è scarso, Katniss ha imparato a cacciare illegalmente nei boschi appena fuori dal Distretto, insieme al suo amico Gale, per portare a casa della carne, oppure per barattarla al "Forno" con altri generi di necessità.
Nel corso del primo libro, Katniss si offre volontaria per prendere il posto della sorella Prim, dopo che questa è stata mietuta per essere il tributo femminile che parteciperà ai 74° Hunger Games. Katniss, dopo essersi alleata con Rue del Distretto 11 (che le ricorda la sorella), e dopo che Rue viene uccisa, va alla ricerca di Peeta, l'altro tributo del Distretto 12, per allearsi con lui. Peeta è gravemente ferito, ma Katniss lo cura e i due, grazie ad una nuova regola, inventata per l'occasione, e dopo essersi ribellati ai dettami di Capitol City, vincono insieme quell'edizione degli Hunger Games.
Nei due libri successivi, La ragazza di fuoco e Il canto della rivolta, Katniss diventa il simbolo della ribellione contro l'oppressione di Capitol City. Partecipa all'Edizione della Memoria (i 75° Hunger Games) e, dopo aver fatto esplodere l'arena, viene salvata dai ribelli che hanno allestito il loro quartier generale nel Distretto 13. In seguito viene incaricata di uccidere il Presidente Snow, dopo che i ribelli hanno vinto la guerra, ma capisce che la nuova minaccia è la presidentessa Coin, così, fingendosi ancora mentalmente instabile, uccide lei. Quindici anni dopo, lei e Peeta sono sposati e hanno due figli, un maschio e una femmina.

### Peeta Mellark
Peeta Mellark è il protagonista maschile della serie, e il tributo del Distretto 12 ai 74° Hunger Games e, in seguito, anche all'Edizione della Memoria, in cui si offre volontario al posto di Haymitch Abernathy. È innamorato di Katniss dalla prima volta che l'ha vista, quando erano entrambi bambini.
Durante gli Hunger Games, Peeta è certo che Katniss vincerà perché sa cacciare e ha maggiori possibilità di sopravvivere; la difende e confessa il suo amore per lei in televisione, mossa che inizialmente Katniss non prende bene perché crede sia una trovata per attirare gli sponsor. Alla fine dei giochi, nell'arena sono rimasti solo loro due e, secondo le nuove regole dovrebbero essere i vincitori, ma Seneca Crane revoca la regola affermando che il vincitore dovrà essere come sempre uno solo. Katniss allora convince Peeta a mangiare entrambi delle bacche velenose, per morire tutti due, ma vengono fermati in tempo e dichiarati entrambi vincitori. Dopo essere usciti dall'arena, Peeta deve essere operato a causa delle ferite riportate, gli viene amputata la gamba sinistra e gli viene messa una protesi.
Nel secondo libro, Peeta appare freddo perché pensa che l'amore che Katniss gli aveva dimostrato durante i Giochi fosse tutta una messinscena. Quando il Presidente Snow annuncia la terza Edizione della Memoria, Peeta si accorda con Haymitch per prendere il suo posto nell'arena e proteggere Katniss. Arriva al punto di mentire, affermando che Katniss non può partecipare ai Giochi perché si sono sposati e lei è incinta. Durante l'Edizione della Memoria, lui e Katniss fanno parte del gruppo che distrugge l'arena, tuttavia Katniss viene salvata dai ribelli mentre Peeta viene catturato dai pacificatori di Capitol City.
Nel terzo volume Peeta viene torturato per costringerlo a rivelare informazioni su Katniss e i ribelli. Viene anche depistato col veleno degli Aghi inseguitori, in modo che, quando i ribelli lo salvano, Peeta è convinto di odiare Katniss, che lei è un ibrido di Capitol City e tenta di strangolarla. I dottori del distretto 13 lo curano, ma Peeta continua ad avere grossi vuoti di memoria, che cerca di colmare col gioco del "vero o falso", aiutato dagli amici. Quando sembra stare meglio, per volontà della Coin, viene mandato insieme a Katniss ed altri in una missione per uccidere il Presidente Snow ma insiste per essere ammanettato nel caso dovesse perdere di nuovo il controllo. Rendendosi conto di essere un peso e un pericolo per il gruppo, chiede di essere ucciso, ma Katniss si rifiuta e lo bacia.
Alla fine della guerra, Peeta torna al Distretto 12 con Katniss. Quindici anni dopo, sono sposati e hanno due figli, un maschio e una femmina.

### Haymitch Abernathy
Haymitch Abernathy è il protagonista della seconda storia prequel. È "un uomo panciuto di mezza età", vincitore della 50ª edizione degli Hunger Games (la seconda Edizione della Memoria), che ha avuto luogo 24 anni prima delle vicende narrate nel primo libro. Nei film è interpretato da Woody Harrelson e doppiato in italiano da Stefano Benassi.
In L'alba sulla mietitura viene rivelato che fu un amico d'infanzia del padre di Katniss ed era innamorato di una ragazza di nome Lenore Dove Baird. Venne inoltre scelto per partecipare alla seconda Edizione della Memoria, dove ogni distretto doveva mandare nell'arena non due tributi ma quattro, dopo che uno dei tributi maschili del Distretto 12 venne giustiziato per aver tentato la fuga. Proprio come Katniss, Haymitch, allora sedicenne, dimostrò di essere ribelle, lavorando attivamente per sabotare i giochi con l'aiuto di Beetee, Wiress, Mags e Plutarch. Durante i giochi si alleò con una ragazza chiamata Maysilee Donner, un'amica della madre di Katniss (che all'epoca era la proprietaria della spilla della Ghiandaia Imitatrice che poi è diventata di Katniss) ma fu costretto a vederla morire. Scoprì inoltre che il dirupo con cui finiva l'arena aveva un campo di forza che respingeva qualsiasi cosa gli fosse gettata contro. Negli ultimi momenti dei Giochi, Haymitch, gravemente ferito, si posizionò sull'orlo del dirupo, sapendo che, qualsiasi arma avesse tirato la sua avversaria contro di lui, sarebbe rimbalzata indietro. Il suo piano funzionò, ed Haymitch vinse quell'edizione dei Giochi. Due settimane dopo la vittoria, quando Haymitch tornò a casa, scoprì che era stata incendiata, uccidendo la madre e il fratellino, mentre Lenore morì poco dopo dopo aver ingerito una caramella avvelenata. Capendo che i suoi cari erano stati uccisi dal Presidente Snow come punizione sia per le sue attività ribelli che per aver usato il campo di forza a suo favore, Haymitch cominciò ad allontanare tutti quelli che gli stavano intorno per proteggerli dalla rappresaglia di Capitol City, sprofondando nell'alcolismo e nella depressione.
Essendo l'unico vincitore vivo (su due in tutto) del Distretto 12, è il mentore di tutti tributi provenienti dal suo distretto, il che significa dover partecipare di nuovo, ogni anno, ai Giochi che tanto odia. Inizialmente tratta Katniss e Peeta con un misto di sarcasmo e condiscendenza, senza pensare minimamente ad aiutarli, tuttavia, quando Katniss lo affronta, viene colpito dalla sua determinazione e dalla pazienza di Peeta, così decide di approntare una strategia per farli sopravvivere entrambi nell'arena.
Ne La ragazza di fuoco, la fornitura di alcolici nel Distretto 12 si esaurisce, di conseguenza Haymitch entra in crisi d'astinenza. È compito di Katniss e Peeta farlo tornare in salute (e procurargli altro alcool). Dopo questo incidente, Katniss inizia ad affezionarsi a lui e rispettarlo, ma quando scopre che i ribelli non sono riusciti a salvare anche Peeta dall'arena si scaglia su di lui e lo graffia.
Ne Il canto della rivolta, Haymitch è costretto a disintossicarsi, perché nel Distretto 13 non è permesso il consumo di alcolici. Durante la votazione per decidere se gli Hunger Games finali useranno i bambini di Capitol City, Haymitch vota a favore, comprendendo la decisione di Katniss di far credere alla Presidente Coin di essere dalla sua parte. Dopo questo, continua a fare da mentore a Katniss e Peeta, non riuscendo tuttavia a riparare i rapporti con nessuno dei due, riprendendo a bere dopo la fine della guerra. 
Nell'epilogo di L'alba sulla mietitura, che si svolge dopo gli eventi della trilogia originale, Haymitch inizia ad aprirsi con Katniss e Peeta, condividendo per la prima volta con loro la sua storia. Sebbene insicuro della sua aspettativa di vita, dato il suo fegato compromesso da decenni di alcol, Haymitch trova finalmente la pace, avendo mantenuto la promessa fatta a Lenore Dove di fermare i Giochi.

### Gale Hawthorne
Gale Hawthorne è un ragazzo alto e robusto, coi capelli scuri, la pelle olivastra e gli occhi grigi. Nel libro viene descritto come particolarmente bello e con un buon fisico. Nei film è interpretato da Liam Hemsworth e doppiato in italiano da Flavio Aquilone.
Vive con la madre, i due fratelli e la sorella, tutti più piccoli di lui. Il padre è morto in un incidente in miniera, lo stesso in cui è rimasto ucciso il padre di Katniss. Per aiutare la famiglia, caccia illegalmente nei boschi appena fuori dal Distretto 12.
Gale incontra Katniss per la prima volta quando ha 14 anni, e crede che lei voglia rubargli le prede catturate, poi capisce che la ragazza non è interessata alle prede ma alle trappole, con cui Gale le cattura. I due fanno amicizia e iniziano a cacciare insieme.
Durante il secondo libro, La ragazza di fuoco, Gale bacia Katniss, lasciandola molto confusa riguardo ai sentimenti che prova per lui. In seguito, Gale tenta di vendere della carne al capo dei Pacificatori, senza sapere che è stato cambiato, e viene condannato ad essere frustato. Katniss allora si mette sulla traiettoria della frusta per evitare che i Pacificatori continuino. Mentre Gale si riprende, curato dalla signora Everdeen, Katniss lo bacia. Gale non appare più fino alla fine del romanzo, quando si trova nell'hovercraft che porta in salvo Katniss nel distretto 13.
Nel terzo libro, Il canto della rivolta, Gale vive nel distretto 13 e trascorre molto tempo con Beetee nella realizzazione di armi da usare contro Capitol City. Katniss è molto turbata dalla brutalità di alcune di queste armi progettate da Gale. Egli è uno dei personaggi principali e ha una profonda relazione con Katniss mentre Peeta è prigioniero di Capitol City, ma il loro rapporto attraversa una serie di tensioni durante tutto il libro.
Egli salva la vita di Prim durante un raid aereo sul Distretto 13 da parte di Capitol City, e parte come volontario per una missione estremamente pericolosa per salvare Peeta, tenuto prigioniero a Capitol City dopo la fine dei 75° Hunger Games. Lui e Katniss tornano perfino a cacciare insieme sui territori del Distretto 13. Fa inoltre parte della "Star Squad", il cui obiettivo è quello di assassinare il presidente Snow. Nel momento in cui Capitol City è conquistata dai ribelli, la sorella di Katniss, Prim, viene uccisa in un'imboscata che Gale ha presumibilmente orchestrato.
Dopo la battaglia, Gale comprende che Katniss non lo perdonerà mai per l'involontario ruolo che ha avuto nella morte di Prim. Egli accetta dunque il fatto che per lui e Katniss non ci sarebbe stato alcun futuro e parte. Successivamente otterrà un lavoro come soldato nel Distretto 2, il distretto dove vivevano e si addestravano i Pacificatori, separandosi definitivamente da Katniss e facendola sentire sollevata. Alla fine, Katniss comprende il suo amore per Peeta e il fatto che lei e Gale avrebbero entrambi provato "Un fuoco, alimentato dalla rabbia e dall'odio" che avrebbe soltanto danneggiato la loro relazione.

### Primrose Everdeen

Primrose Everdeen interpretata da Willow Shields nella versione cinematografica di Hunger Games

Primrose Everdeen, spesso chiamata semplicemente Prim è un personaggio della saga Hunger Games scritta da Suzanne Collins. Ha 12 anni ed è la sorella minore di Katniss Everdeen. Nel film diretto da Gary Ross è interpretata da Willow Shields e doppiata in italiano da Agnese Marteddu.
Prim è una bambina molto dolce, timida, sensibile, gentile, altruista e amorevole, con gli occhi azzurri e i capelli biondi. Ha anche delle doti di guaritrice, che le sono state trasmesse dalla madre. Abita nel Distretto 12 insieme alla madre e alla sorella. Ha un gatto, chiamato Ranuncolo, e una capra, Lady, che le è stata regalata da Katniss.
Il giorno della Mietitura dei 74° Hunger Games, Prim viene sorteggiata per essere il tributo femminile del Distretto 12, ma Katniss si offre volontaria per essere mandata nell'arena al posto della sorella e le promette che proverà a vincere.
Nel secondo e nel terzo libro, Katniss nota che Prim è diventata molto più seria e matura, non è più una ragazzina fragile e insicura, anzi spesso incoraggia la sorella e le dà dei consigli utili. Durante la distruzione del Distretto 12, viene salvata da Gale Hawthorne e si stabilisce nel Distretto 13 insieme alla madre e agli altri sopravvissuti. Qui aiuta la madre all'ospedale e segue dei corsi di medicina per diventare un medico. Durante la battaglia finale viene mandata a Capitol City insieme ai dottori dei ribelli ma, mentre si accinge ad aiutare un bimbo ferito, viene colpita dall'esplosione di una bomba, morendo disintegrata davanti agli occhi della sorella.

### Finnick Odair
Finnick Odair compare nel secondo e nel terzo libro della trilogia, assumendo, con il procedere della narrazione, un ruolo sempre più importante.
Nei film è interpretato da Sam Claflin e doppiato in italiano da Andrea Mete.
Finnick è uno dei Tributi Vincitori del Distretto 4, sopravvissuto alla 65ª edizione dei Giochi avvenuta 10 anni prima dei fatti del secondo libro ed è il più giovane vincitore degli Hunger Games. La sua straordinaria bellezza (il giovane è infatti descritto con pelle dorata, capelli color bronzo e occhi verdi, oltre che con un corpo scultoreo) e l'etichetta di tributo favorito gli permisero di ottenere moltissimi sponsor, nonché di ricevere un tridente, arma che lo porterà alla vittoria e al quale verrà sempre collegato. L'arma costituisce inoltre uno dei suoi maggiori punti di forza. All'età di 24 anni viene di nuovo sorteggiato per l'Edizione della Memoria insieme ad Annie Cresta, una giovane donna di cui Finnick è profondamente innamorato nonostante la sua instabilità mentale. Il posto di Annie viene preso volontariamente da Mags, anziana vincitrice nonché mentore di Finnick nei suoi primi giochi da quattordicenne. Di nuovo nell'arena, Finnick stringe subito un'alleanza con Katniss (che ha conosciuto alla sfilata dei tributi, dove le offre delle zollette di zucchero) e Peeta, salvando anche quest'ultimo dalla morte con una respirazione bocca a bocca. Nel gruppo è ovviamente presente Mags, successivamente si aggiungeranno Johanna, Wiress e Beetee. Mags e Wiress rimangono vittime degli Hunger Games nel corso dei Giochi, mentre Katniss, Beetee e lo stesso Finnick verranno salvati da un hovercraft del 13, costretti a lasciare Peeta e Johanna nell'arena.
Nel terzo libro, Finnick vive nel Distretto 13 in uno stato di squilibrio mentale, dovuto alla notizia della cattura della sua amata Annie da parte di Capitol City. Nel corso della narrazione, Finnick rivelerà in diretta pass-pro alcuni segreti del Presidente Snow, nonché il fatto che quest'ultimo vendesse il corpo di Finnick agli abitanti di Capitol City, cosa che succedeva spesso se un qualsiasi tributo vincitore veniva considerato appetibile. Finnick rivela inoltre di non aver mai voluto soldi in cambio di ciò per cui veniva obbligato, ma di preferire i segreti come forma di pagamento, e che perfino Snow ha usufruito del servizio. Quando Annie viene salvata da Capitol City e portata al 13, Finnick si riprende e i due si sposano, unione dalla quale la giovane rimarrà incinta. Finnick è costretto però a separarsi molto presto dalla moglie in quanto membro della squadra speciale di Katniss. Annie non rivedrà più il marito, in quanto Finnick rimane vittima degli ibridi lucertola nel corso dell'operazione. Nonostante l'inizio non proprio benevolo tra i due, Finnick diventa uno dei migliori amici di Katniss nel corso della storia, cercando di proteggerla in ogni modo.
Tra le sue scene più di spicco, abbiamo l'offerta a Katniss di una zolletta di zucchero (il loro primo incontro), il momento in cui il giovane uomo rimane in mutande, sostenendo che Katniss sia distratta da tale vista, e la sua rivelazione davanti alle telecamere, svelando i segreti di Snow.

### Johanna Mason
Johanna Mason è il tributo femminile del Distretto 7 alla terza Edizione della Memoria. Nei film è interpretata da Jena Malone e doppiata in italiano da Domitilla D'Amico.
Sarcastica, spigliata e ribelle, rivela di non avere lasciato amici o familiari nel Distretto 7 prima di partire per i 75° Hunger Games. Vinse la sua edizione dei Giochi fingendo di essere debole e codarda, così nessuno la vide come un pericolo, ma quando rimasero pochi tributi si rivelò un'assassina. All'Edizione della Memoria si allea con Peeta, Katniss e Finnick, portando con sé anche Wiress e Beetee. È d'accordo con i ribelli e fa di tutto per tenere vivi Peeta e Katniss e, poco prima che l'hovercraft arrivi a salvarli, rimuove il localizzatore dal braccio di Katniss per non rivelare a Capitol City dove li avrebbero portati. Mentre Katniss, Finnick e Beetee vengono salvati dai ribelli, Johanna e Peeta vengono catturati da Capitol City. Viene torturata con scariche elettriche mentre nuota nell'acqua.
Nel terzo libro, Johanna viene salvata dai ribelli in missione, insieme a Peeta ed Annie Cresta, e portata al Distretto 13, dove inizia a combattere coi ribelli, migliora la sua relazione con Katniss e diventa dipendente dalla morfamina, che prende dalla flebo di Katniss mentre entrambe si trovano in ospedale. Intende combattere contro Capitol City, anche se non come tiratrice scelta, in quanto la sua arma è l'ascia, ma durante gli allenamenti l'arena che usano viene allagata di proposito e Johanna va in panico, perché durante le torture subite a Capitol City ha sviluppato una fobia per l'acqua. Dal momento che lei e Katniss non intendono stare ricoverate nell'ospedale del distretto 13 per curare la loro presunta malattia mentale, convincono i dottori a farsi assegnare una stanza da dividere.
Johanna è tra quelli che votano sì alla proposta di tenere un'ultima edizione degli Hunger Games in cui partecipano i bambini di Capitol City parenti delle persone più ricche e potenti, per esempio la nipote del presidente Snow.

### Coriolanus Snow
Coriolanus Snow è il principale antagonista dell'intera trilogia originale (Hunger Games, La ragazza di fuoco e Il canto della rivolta) e il protagonista della prima storia prequel (Ballata dell'usignolo e del serpente), e arcinemico di Katniss Everdeen. Nei film è interpretato da Donald Sutherland e da Tom Blyth, e doppiato in italiano da Massimo Foschi e da Jacopo Venturiero.
Autocratico dominatore di Capitol City e di tutta Panem, appare tranquillo, rilassato e carismatico ma in verità il suo atteggiamento nasconde un animo folle, spietato, diabolico, sadico, crudele, dispotico, egoista, arrogante, vanitoso, tirannico e assetato di potere. Viene descritto come un uomo dall'aspetto ributtante, con le labbra gonfiate dalla chirurgia estetica (di cui si fa largo uso a Capitol City), e Katniss sottolinea come il presidente odori di sangue e rose. Ne Il canto della rivolta, viene rivelato che l'odore del sangue è dovuto alle ulcere che il presidente ha nella bocca, causate dai veleni che ha usato per uccidere i rivali e che ha bevuto anche lui (prendendo poi l'antidoto) per non destare sospetti: salito al potere da giovane, avvelenando i nemici è riuscito a rimanerci per un lungo tempo (dichiarazioni che verranno fatte da Finnick durante il suo discorso in televisione). L'odore di rose, invece, è dovuto alla rosa bianca geneticamente modificata che porta sempre all'occhiello per coprire l'odore del sangue. Per sua stessa ammissione, non esiterebbe ad ordinare l'uccisione di chiunque, bambini inclusi, se lo ritenesse necessario. Tuttavia, afferma di non aver mai ucciso nessuno senza alcun motivo.
Appare per la prima volta durante la cerimonia di apertura dei Giochi dando il benvenuto ufficiale ai tributi, ma non parla faccia a faccia con Katniss fino al secondo libro, quando le fa visita al distretto 12 per dirle che, grazie al suo atto di sfida al termine dei Giochi, molti distretti sono in rivolta. Le consiglia quindi di convincere tutti, durante il Tour della Vittoria, che il suo gesto era dettato dall'amore per Peeta, e minaccia di fare del male alla sua famiglia e a Gale nel caso Katniss non risulti abbastanza convincente. In seguito, dopo il Tour, fa notare a Katniss che la sua performance non è riuscita, e sottintende che alcune delle sue minacce potrebbero avverarsi.
Snow viene catturato durante l'ultima battaglia ne Il canto della rivolta e tenuto prigioniero nella sua villa in attesa di venire giustiziato da Katniss. Prima dell'esecuzione, Katniss lo incontra e Snow le rivela che le bombe che hanno ucciso molti bambini, tra cui Prim, non sono state sganciate su suo ordine, ma che si trattava tutto di un piano della presidentessa del Distretto 13, Alma Coin, per far rivoltare anche la popolazione di Capitol City contro di lui. Non è ancora chiaro come sia deceduto, se strozzato dal suo stesso sangue mentre rideva o se calpestato a morte dalla folla dopo che Katniss, invece di uccidere lui, decide all'ultimo momento di lanciare la freccia contro la presidente del Distretto 13, Coin, che minacciava a sua volta di diventare una spietata dittatrice.
In Ballata dell'usignolo e del serpente, ambientato 64 anni prima di Hunger Games, Coriolanus ha 18 anni. In vista della decima edizione dei Giochi viene scelto come mentore per il tributo femminile del Distretto 12, Lucy Gray Baird. Siccome questa è la prima edizione in cui viene proposta la figura del mentore, questi non sono ancora dei passati vincitori dei Giochi, bensì studenti dell'Accademia di Capitol City. Il mentore che riuscirà a far vincere il suo tributo, inviandogli doni nell'arena ottenuti tramite sponsor e valorizzando le sue qualità in televisione perché gli stessi sponsor scommettano su di lui, riceverà una grossa somma nota come premio Plinth. Coriolanus si impegna a conoscere il suo tributo, riconoscendo il suo talento per il canto ed invitandola ad esibirlo; sembra che tra i due cominci a nascere addirittura una storia d'amore, ma in realtà Coriolanus la vede pur sempre come un'abitante dei Distretti, e questo gli impedisce di provare vera empatia dato che nella recente rivolta ha perso il padre Crassus e l'antico onore di famiglia per colpa dei ribelli. Durante gli Hunger Games viene mandato a convincere Seianus (figlio dei Plinth, che hanno istituito il premio) ad uscire dall'arena, nella quale quello era entrato per portare via il corpo del tributo del Distretto 2, suo vecchio amico. Nell'arena, difendendosi, Coriolanus uccide un altro tributo. Il suo obiettivo è quello di far vincere Lucy Gray per riceverne il premio, e non esita ad aiutarla interferendo con il gioco stesso e quindi barando. Scoperto, viene mandato dal decano dell'Accademia nel Distretto 12 da Pacificatore come punizione, dove uccide la figlia del sindaco, che minacciava di rivelare che Seianus era in combutta coi ribelli. Coriolanus, temendo di poter essere accusato insieme a Seianus, registra la voce di quest'ultimo mentre illustra i piani dei ribelli, condannandolo a morte, e cerca di far sparire l'arma responsabile della morte della figlia del sindaco. Convinto da Lucy Gray (che aveva vinto gli Hunger Games) a scappare con lei, la segue ma poi decide di ucciderla perché lei poteva ancora accusarlo dell'omicidio. Morso da un serpente, si convince che dietro a tutto ci sia lei, ma non sa se mentre spara la colpisce. Torna a Capitol, dove viene ammesso all'università e avvelena il decano, che odia per vari motivi.

### Effie Trinket
Euphemia Trinket, nota semplicemente come Effie, è l'accompagnatrice dei tributi provenienti dal Distretto 12. In quanto tale, dopo aver estratto i nomi dei tributi durante la Mietitura, ha il compito di accompagnarli e istruirli nel loro viaggio a Capitol City. Nei film è interpretata da Elizabeth Banks e doppiata in italiano da Francesca Guadagno.
Assieme ad Haymitch, agli stilisti Cinna e Portia e agli staff di preparatori, Effie fa parte della squadra di Katniss Everdeen e Peeta Mellark. Al pari di molti cittadini di Capitol, Effie mostra un grande interesse per la moda e le parrucche, e indossa capi d'abbigliamento dalle tinte vivaci. Nel primo libro ha una parrucca rosa, nella Ragazza di fuoco questa viene sostituita da una arancione, e poi da una color oro metallizzato, indossata per richiamare la spilla d'oro di Katniss. Per quanto puntigliosa, fissata con gli orari e le buone maniere, oltre che del tutto incosciente della miseria del distretto a cui è stata assegnata, Effie, a partire dal secondo libro e film, comincia a svelare il suo lato umano, tutt'altro che superficiale, e dimostra in più occasioni il suo attaccamento per Katniss e Peeta. Al momento del saluto, prima di entrare la seconda volta nell'Arena, Peeta e Katniss chiedono ad Haymitch di portare il loro saluto a Effie, alla quale vogliono bene.
Ne Il canto della rivolta si viene a sapere che Effie e tutti i membri degli staff di Peeta e Katniss (salvo Venia, Octavia e Flavius, imprigionati nel Distretto 13) sono stati fatti prigionieri a Capitol City. Mentre Portia e i preparatori di Peeta vengono giustiziati pubblicamente, il destino di Effie è ignoto, fino a quando Katniss la incontra poco prima l'esecuzione del Presidente Snow, dall'abbigliamento ancora impeccabile, anche se dallo sguardo vacuo e priva del suo solito brio. Si dice espressamente che Effie non viene condannata dalla Coin grazie alla protezione congiunta di Plutarch e Haymitch. Nel film, invece, è da subito nel Distretto 13 e tenuta lì come "prigioniera", rivestendo il ruolo che ha nel libro Fulvia Cardew, assistente di Plutarch. Aiuterà Katniss nel trucco e negli abiti che indossa durante i filmati della propaganda e non sopporta gli abiti tutti uguali che indossano nel 13, definendoli "scialbi" e "non degni per una persona di Capitol City". Nel film inoltre sembra innamorarsi, in parte ricambiata, di Haymitch.

## Tributi

### 10° Hunger Games
| Personaggio     | Distretto             | Causa della morte                                                                         | Mentore assegnato   |
| --------------- | --------------------- | ----------------------------------------------------------------------------------------- | ------------------- |
| Facet           | Distretto 1, maschio  | Ucciso dai pacificatori mentre tentava di scappare dall'arena                             | Livia Cardew        |
| Velvereen       | Distretto 1, femmina  | Uccisa dai pacificatori mentre tentava di scappare dall'arena                             | Palmyra Monty       |
| Marcus          | Distretto 2, maschio  | Pestato dai pacificatori e finito da Lamina                                               | Seianus Plinth      |
| Sabyn           | Distretto 2, femmina  | Morta mentre fuggiva dall'arena                                                           | Florus Friend       |
| Circ            | Distretto 3, maschio  | Ucciso dagli ibridi serpente                                                              | Io Jasper           |
| Teslee          | Distretto 3, femmina  | Ucciso da Treech con un'ascia                                                             | Urbanus Canville    |
| Mizzen          | Distretto 4, maschio  | Colpito ripetutamente dai droni e morto cadendo da una tribuna                            | Persephone Price    |
| Coral           | Distretto 4, femmina  | Uccisa dagli ibridi serpente                                                              | Festus Creed        |
| Hy              | Distretto 5, maschio  | Morto per complicazioni dell'Asma                                                         | Dionysius Fling     |
| Sol             | Distretto 5, femmina  | Uccisa da Coral con un colpo di tridente alla gola                                        | Iphigenia Moss      |
| Otto            | Distretto 6, maschio  | Ucciso durante l'attacco nell'arena                                                       | Apollo Ring         |
| Ginnee          | Distretto 6, femmina  | Uccisa durante l'attacco nell'arena                                                       | Diana Ring          |
| Treech          | Distretto 7, maschio  | Ucciso da un ibrido serpente conficcatogli nel collo da Lucy Gray                         | Vipsania Sickle     |
| Lamina          | Distretto 7, femmina  | Ferita con un tridente da Coral e morta cadendo da una trave                              | Plinius Harrington  |
| Bobbin          | Distretto 8, maschio  | Ucciso da Coriolanus Snow mentre fuggiva dall'arena                                       | Iuno Philipps       |
| Wovey           | Distretto 8, femmina  | Avvelenata dall'acqua con il topicida                                                     | Hilarius Heavensbee |
| Panlo           | Distretto 9, maschio  | Morto per le ferite riportate dopo l'attacco all'arena                                    | Gaius Breen         |
| Sheaf           | Distretto 9, femmina  | Morta per le ferite riportate dopo l'attacco all'arena                                    | Androclus Anderson  |
| Tanner          | Distretto 10, maschio | Ucciso con un tridente da Coral                                                           | Domitia Whimsiwick  |
| Bready          | Distretto 10, femmina | Fucilata dai pacificatori per aver ucciso Aracne Crane                                    | Aracne Crane        |
| Mortifer        | Distretto 11, maschio | Morto di stenti                                                                           | Clementia Dovecote  |
| Dill            | Distretto 11, femmina | Morta per tubercolosi                                                                     | Felix Ravinstill    |
| Jessup          | Distretto 12, maschio | Malato di rabbia, viene spinto giù dalla tribuna grazie all'acqua mandata dal suo mentore | Lysistrata Vickers  |
| Lucy Gray Baird | Distretto 12, femmina | Vincitrice dei decimi Hunger Games                                                        | Coriolanus Snow     |

### 74° Hunger Games

#### Marvel
Marvel è il tributo maschile del Distretto 1. Il suo nome rimane sconosciuto a Katniss per tutto il primo libro (e quindi viene chiamato per tutto il tempo soltanto "il ragazzo del distretto 1"); lei lo verrà a sapere durante il "Tour dei Vincitori". Proviene da uno dei distretti più ricchi e per questo è considerato un "Tributo Favorito". Alla sfilata sui carri, insieme a Lux, si presenta con una tunica di vernice color argento, ma nel film indossa un abito rosa scuro. È esperto nell'uso delle armi, specialmente della lancia. Quando rimarranno solo 8 tributi uccide Rue trapassandole lo stomaco con quest'ultima. Appena un attimo dopo viene ucciso da Katniss con una freccia che nel libro gli trapassa la gola, mentre nel film lo colpisce dritto al petto. Nel film viene interpretato da Jack Quaid.

#### Lux
Lux (nella versione originale Glimmer) è il tributo femminile del Distretto 1. Nel libro, in occasione della sfilata sui carri, indossa una tunica di vernice color argento sfavillante, mentre nel film il suo vestito è rosa, e così anche il copricapo. All'intervista, invece, si presenta con un abito dorato quasi trasparente, che nel film invece è rosa. Viene descritta come una ragazza sensuale, bionda con gli occhi verdi e molto brava ad attirare la benevolenza del pubblico. È un tributo non molto abile con le armi, sa maneggiare l'arco, ma non bene come Katniss. Viene uccisa dalle punture degli Aghi inseguitori, vespe geneticamente modificate le punture delle quali causano allucinazioni e, in grande quantità, anche la morte. Katniss dice che dopo l'attacco degli aghi inseguitori, le punture, grandi come frutti, hanno reso il suo corpo irriconoscibile. Nel libro viene ancora nominata quando Katniss riconosce l'ibrido formato dal DNA di Lux mischiato a quello di un lupo. È interpretata da Leven Rambin e doppiata da Veronica Puccio.

#### Cato
Cato è il tributo maschile del Distretto 2, ed è l'antagonista principale di Katniss nell'arena. Viene da lei definito "un mostro". Ha molta fiducia nelle sue capacità ed è convinto che sarà lui il vincitore. Katniss lo considera non molto sano di mente perché prova gusto nell'uccidere. Prova a sconfiggere Katniss seguendola sull'albero dove lei si era arrampicata, ma i rami non riescono a sostenere il suo peso. Tenterà in seguito di uccidere Peeta, procurandogli una ferita alla gamba che verrà guarita da Katniss con la medicina che recupererà al banchetto degli Strateghi. Cerca di soccorrere Clove dopo l'attacco di Thresh, ma inutilmente, così, nel libro, si vendica di lui uccidendolo. È l'ultimo tributo a morire, massacrato da ibridi creati dagli strateghi mescolando i geni dei tributi morti con quelli di un lupo. Supplica Katniss di ucciderlo per risparmiargli l'agonia. Alexander Ludwig interpreta Cato nel film e Alessio Puccio lo doppia in italiano.

#### Clove
Clove è il tributo femminile del Distretto 2. È uno dei Tributi Favoriti e pensa che sarà lei la vincitrice. Viene descritta come una ragazza sadica, crudele, arrogante e molto abile nell'utilizzare i coltelli da lancio. Viene detto che non manca mai il bersaglio. Alla sfilata sui carri appare in armatura insieme al compagno Cato, mentre all'intervista si presenta con un vestito arancione. Uccide il tributo maschile del Distretto 9 all'inizio dei giochi lanciandogli un coltello nella schiena. Poi cerca di colpire Katniss ma quest'ultima si protegge con uno zaino. Le piace uccidere, e quando riesce a immobilizzare Katniss cerca di ucciderla torturandola e schernendola; viene uccisa da Thresh, il tributo del Distretto 11, prima di riuscire nell'intento: durante i suoi discorsi nomina Rue, tributo femmina del Distretto 11 uccisa pochi giorni prima. Thresh si arrabbia, l'afferra e le spacca il cranio, nel film sbattendola contro la cornucopia, nel libro usando un sasso, sempre nel libro viene raggiunta da Cato che la supplica di rimanere con lui. È interpretata da Isabelle Fuhrman e doppiata in italiano da Giulia Tarquini.

#### Faccia di Volpe
Faccia di Volpe (Foxface nell'originale) è il tributo femminile del Distretto 5, descritta come una ragazza con una "faccia somigliante ad una volpe" (da qui il soprannome dato da Katniss). Il vero nome è sconosciuto, ma nel film, durante l'intervista, viene chiamata "Finch". Ha i capelli rossi ondulati e gli occhi color ambra, nel film verdi. Nell'intervista indossa un vestito azzurro e ha i capelli sciolti invece che raccolti come al solito. La sua strategia consiste nell'evitare gli altri tributi oppure seguirli e rubare poco cibo, in modo da non destare sospetti, quando si distraggono. Muore rubando delle bacche velenose, i "morsi della notte", raccolte da Peeta, molto probabilmente il suo gesto è stato intenzionale, conscia di non avere né le abilità né le armi per uccidere gli altri tributi si è data una morte veloce e indolore. Nel libro è il penultimo tributo a morire, nel film il terzultimo. Katniss pensa che fosse il tributo più intelligente, infatti sapeva riconoscere facilmente le trappole, anche quelle fatte con le mine. È interpretata da Jaqueline Emerson. Nel film appare in una scena invece assente nel libro: incontra Katniss all'inizio dei giochi, ma scappa immediatamente.

#### Rue
Rue è il tributo femminile del Distretto 11. Ha 12 anni, la pelle e i capelli scuri, gli occhi luminosi. Come comportamento a Katniss ricorda la sorella minore Prim. Alla sfilata lei ed il compagno Thresh sono vestiti da contadini, e durante l'intervista afferma che non la dovevano prendere per spacciata perché lei era difficile da catturare e se non potevano prenderla non l'avrebbero uccisa. Infatti è molto abile ad arrampicarsi sugli alberi; è proprio qui che aiuta Katniss a liberarsi dai suoi inseguitori del distretto 1 e 2, facendo cadere un nido di vespe sopra di loro. Inoltre le insegna come usare le ghiandaie imitatrici per mandarsi semplici messaggi a distanza. Poi, però, cade in una trappola e viene uccisa da Marvel con una lancia subito dopo essere stata liberata da Katniss. L'ultimo desiderio di Rue è che Katniss le canti una canzone mentre lei sta morendo. Dopo la sua morte Katniss copre Rue con dei fiori, un piccolo atto di ribellione che la farà ricompensare con del pane dal distretto di appartenenza di Rue e, nel film, scatenerà una piccola rivolta. È interpretata da Amandla Stenberg e doppiata in italiano da Alessia Corona.

#### Thresh
Thresh è il tributo maschile del Distretto 11. È il più alto dei tributi, ha un carattere solitario e non si allea con nessuno nonostante le richieste dei tributi favoriti. Viene visto da Cato come una grande minaccia. Quando sente che però Clove si fa beffe di Rue mentre tenta di uccidere Katniss, si infuria e la uccide. Risparmierà Katniss in memoria di Rue, e si fa poi inseguire da Cato. Non è molto chiaro come muore, forse per mano di Cato, o forse ucciso dagli ibridi. L'ibrido creato con il suo DNA è il più grande di tutti. È interpretato da Dayo Okeniyi.

#### Altri tributi
| Personaggio                              | Attore             | Causa della morte                                                                                      |
| ---------------------------------------- | ------------------ | --- |
| Ragazzo tributo del Distretto 3          | Ian Nelson         | Ucciso da Cato che gli spezza il collo                                                                 |
| Ragazza tributo del Distretto 3          | Kalia Prescott     | Uccisa nel bagno di sangue iniziale                                                                    |
| Ragazzo tributo del Distretto 4 (Max)    | Ethan Jamieson     | Ucciso nel bagno di sangue iniziale, nel Film viene ucciso da Cato mentre fugge fuori dalla cornucopia |
| Marina (Ragazza tributo del Distretto 4) | Tara Macken        | Uccisa dagli Aghi inseguitori (libro), morta nel bagno di sangue (film)                                |
| Ragazzo tributo del Distretto 5          | Chris Mark         | Ucciso nel bagno di sangue iniziale                                                                    |
| Jason (Ragazzo tributo del Distretto 6)  | Ashton Moio        | Ucciso nel bagno di sangue iniziale                                                                    |
| Ragazza tributo del Distretto 6          | Kara Petersen      | Uccisa nel bagno di sangue iniziale                                                                    |
| Ragazzo tributo del Distretto 7          | Sam Ly             | Ucciso nel bagno di sangue iniziale                                                                    |
| Ragazza tributo del Distretto 7          | Leigha Hancock     | Uccisa nel bagno di sangue iniziale                                                                    |
| Ragazzo tributo del Distretto 8          | Samuel Tan         | Ucciso nel bagno di sangue iniziale                                                                    |
| Sarah (Ragazza tributo del Distretto 8)  | Mackenzie Lintz    | Uccisa dai favoriti nella notte, finita da Peeta (nel film viene uccisa da un tributo del distretto 1) |
| Ragazzo tributo del Distretto 9          | Imanol Yepez-Frias | Ucciso nel bagno di sangue iniziale, colpito da un coltello lanciato da Clove                          |
| Ragazza tributo del Distretto 9          | Annie Thurman      | Ucciso nel bagno di sangue iniziale                                                                    |
| Ragazzo tributo del Distretto 10         | Jeremy Marinas     | Sconosciuto. Katniss e Rue sentono il colpo di cannone e la sera scoprono della sua morte.             |
| Ragazza tributo del Distretto 10         | Dakota Hood        | Uccisa nel bagno di sangue iniziale                                                                    |

### 75° Hunger Games (Terza Edizione della Memoria)
| Personaggio     | Attore                  | Distretto             | Causa della morte                                                                                   |
| --------------- | ----------------------- | --------------------- | --------------------------------------------------------------------------------------------------- |
| Gloss           | Alan Ritchson           | Distretto 1, maschio  | Colpito da una freccia di Katniss.                                                                  |
| Cashmere        | Stephanie Leigh Schlund | Distretto 1, femmina  | Uccisa da Johanna Mason con un'ascia.                                                               |
| Brutus          | Bruno Gunn              | Distretto 2, maschio  | Ucciso da Peeta.                                                                                    |
| Enobaria        | Meta Golding            | Distretto 2, femmina  | Catturata da Capitol City, salvata dai ribelli. In vita.                                            |
| Beetee Latier   | Jeffrey Wright          | Distretto 3, maschio  | Salvato dai ribelli, in vita.                                                                       |
| Wiress          | Amanda Plummer          | Distretto 3, femmina  | Uccisa da Gloss tagliandole la gola.                                                                |
| Mags            | Lynn Cohen              | Distretto 4, femmina  | Si sacrifica facendosi inghiottire dalla nebbia velenosa per permettere a Finnick di salvare Peeta. |
| "Morfaminomane" | Megan Hayes             | Distretto 6, femmina  | Si sacrifica facendosi uccidere da uno degli ibridi-scimmia per salvare Peeta.                      |
| Blight          | Bobby Jordan            | Distretto 7, maschio  | Colpisce per sbaglio il campo di forza durante la pioggia di sangue.                                |
| Johanna Mason   | Jena Malone             | Distretto 7, femmina  | Catturata da Capitol City, salvata dai ribelli. In vita                                             |
| Woof            | John Casino             | Distretto 8, maschio  | Muore durante il bagno di sangue iniziale.                                                          |
| Cecelia         | Elena Sanchez           | Distretto 8, femmina  | Muore durante il bagno di sangue iniziale.                                                          |
| Chaff           | E. Roger Mitchell       | Distretto 11, maschio | Ucciso da Brutus.                                                                                   |
| Seeder          | Maria Howell            | Distretto 11, femmina | Muore durante il bagno di sangue iniziale.                                                          |

## Altri personaggi

### Distretto 12

#### Mrs. Everdeen
Mrs. Everdeen è la madre di Katniss e Primrose. Nei film è interpretata da Paula Malcomson. Nel romanzo è descritta come una bella donna alta, bionda e dagli occhi azzurri. Trascorse la sua infanzia nella zona più agiata del Distretto 12, vivendo in una famiglia benestante di farmacisti. Al tempo della Mietitura dei 50esimi Hunger Games lei era amica della madre di Madge e della sua sorella gemella, Maysilee Donner, che fu scelta e uccisa nell'arena. Mollò tutto per sposare il padre di Katniss e si trasferì da lui al Giacimento, dove vissero in povertà. Quando il marito morì in miniera, cadde in una profonda depressione, smise di parlare e di prendersi cura delle figlie. In seguito, si riprende abbastanza da aprire una farmacia, ma Katniss non la perdona per averle trascurate, se non dopo gli Hunger Games.
Prima della distruzione del distretto 12, lavorava come guaritrice, aiutata dalla figlia Prim. Durante la guerra civile le persone ferite si recavano da lei per cercare aiuto, perché grazie alle sue conoscenze erboristiche riusciva a preparare degli unguenti naturali, con cui guarire i feriti che le venivano portati. Ne Il canto della rivolta lavora nell'ospedale del distretto 13, e dopo la morte di Prim decide di soffocare il dolore nel lavoro in un ospedale del Distretto 4. Lei e Katniss mantengono i contatti via telefono.

#### Mr. Everdeen
Mr. Everdeen è il padre di Katniss e Primrose, interpretato nel film da Philip Troy Linger. Muore in un'esplosione in miniera quando Katniss ha 11 anni e Prim 7. Nei libri Katniss ne parla ricordando le cose che lui le ha insegnato, come andare a caccia e cantare. Il padre di Peeta dice che, sebbene anche lui fosse innamorato della madre di Katniss, la donna scelse di sposare il minatore per via della sua voce meravigliosa. Katniss dice che quando lui cantava anche gli uccelli si fermavano ad ascoltare. Nei film appare in alcuni flashback.

#### Madge Undersee
Madge è un'amica di Katniss e figlia del sindaco. Come Katniss è una ragazza solitaria che parla poco, così a scuola le due stanno spesso insieme. Nel libro, è Madge che dà a Katniss la spilla con la Ghiandaia imitatrice che diventa poi il simbolo della rivolta. In seguito Katniss scopre che la spilla apparteneva alla zia di Madge, Maysilee Donner, estratta come tributo ai 50esimi Hunger Games. Maysilee era la gemella della madre di Madge.
Dopo gli Hunger Games, Katniss e Madge iniziano a passare più tempo insieme. Katniss la porta nei boschi con lei, e Madge cerca di insegnarle a suonare il pianoforte. Katniss è a casa di Madge quando sente parlare per la prima volta della rivolta nel Distretto 8 alla televisione. Madge e la sua famiglia muoiono nel bombardamento del Distretto 12.
Madge non compare mai nei film.

#### Delly Cartwright
Delly è una ragazza del distretto 12, che Katniss definisce come "la persona più amichevole del pianeta". È amica di Peeta. Riesce a sfuggire al bombardamento del Distretto 12 e a rifugiarsi nel 13 col fratellino. I suoi genitori, che gestivano il negozio di scarpe, invece muoiono.
Viene nominata per la prima volta in Hunger Games quando Peeta, cercando di mascherare la reazione di Katniss alla vista della senza-voce, in cui lei ha riconosciuto una ragazza incontrata durante una delle sue battute di caccia, annuncia che la serva è identica a Delly. In realtà, Delly non le somiglia per niente. Nel terzo volume, dopo che Peeta è stato salvato dai ribelli, Delly viene usata per fargli tornare alla memoria episodi di quando erano entrambi bambini, infatti la ragazza, cercando di evitare gli argomenti più spinosi, gli parla di quando disegnavano gli animali coi gessetti sulle pietre della strada (nel film è Prim che svolge il suo ruolo).

#### Sae la Zozza
Sae la Zozza è una donna anziana che vende ciotole di zuppa al Forno nel Distretto 12. Katniss e Gale a volte fanno affari con lei, e si sforzano di restare in buoni rapporti con la donna, in quanto sanno che lei è l'unica su cui poter contare quando hanno da vendere delle prede strane, come i cani selvatici, che nessun altro comprerebbe. Durante i 74esimi Hunger Games, Sae la Zozza avvia una raccolta di fondi per sponsorizzare Katniss e Peeta nell'arena. Ha una nipote, una bambina che "non è del tutto a posto" e che tutti considerano più o meno come un animale da compagnia, i commercianti del Forno le lanciano avanzi di cibo dai loro banchi.
Alla fine della guerra, Sae la Zozza è una delle poche centinaia di persone a tornare nel Distretto 12. Quando anche Katniss ritorna, Sae la Zozza va da lei due volte al giorno, mattina e sera, cucina e fa i lavori di casa. Non è chiaro se lo faccia per amicizia o se sia pagata da qualcuno.
Sae la Zozza non è mai nominata nel film, ma la donna che regala a Katniss la spilla della Ghiandaia Imitatrice è probabilmente lei. Nel libro, invece, la spilla veniva data a Katniss da Madge.

#### Hazelle Hawthorne
Hazelle è la madre di Gale. È una donna indipendente e forte; dopo che il marito venne ucciso nello stesso incidente minerario del padre di Katniss, iniziò a fare il bucato per gli abitanti del Distretto 12. Dopo che Gale viene frustato pubblicamente, la gente smette di portarle il bucato, perché hanno paura di essere puniti. In seguito, Hazelle inizia a fare da governante a Haymitch, riuscendo così a mantenere i suoi figli.

#### Rory, Vick e Posy Hawthorne
Rory, Vick e Posy sono i fratelli minori di Gale. Nel libro si dice che Rory ha 12 anni, Vick 10 e Posy 4. Posy è nata subito dopo l'esplosione alla miniera in cui è morto il padre.
Nel secondo libro, Posy si ammala e Rory si iscrive per prendere più tessere (e quindi più roba da mangiare), ma questo implica che il suo nome apparirà più volte nelle urne per l'estrazione.

#### Mr. Mellark
Mr. Mellark è il padre di Peeta. È un uomo gentile, che appare solo quando Katniss e Gale fanno affari con lui e quando poi fa visita a Katniss prima che parta per gli Hunger Games e le regala dei biscotti. In seguito si scopre che è cresciuto con la madre di Katniss e che era innamorato di lei. Muore insieme alla moglie nel bombardamento del Distretto 12.

#### Mrs. Mellark
Mrs. Mellark è la madre di Peeta. Donna severa e rigida, appare una sola volta, quando rimprovera Peeta per aver bruciato il pane. Katniss la chiama "strega" e immagina che il padre di Peeta l'abbia sposata solo perché non poteva avere la madre di Katniss. Peeta dice che preferisce il padre alla madre. Mrs. Mellark muore nel bombardamento del Distretto 12 insieme al marito.

#### Cray
Cray è il capo dei Pacificatori del Distretto 12. Pur essendo un tutore della legge, non la segue. Lo si trova spesso al Forno, dove compra alcolici di contrabbando e selvaggina da Katniss e Gale. Abusa inoltre della sua posizione per adescare giovani donne che stanno morendo di fame, usarle e dare loro in cambio una piccola somma di denaro.

#### Maysilee Donner
Maysilee Donner era la zia di Madge. Venne estratta per partecipare ai 50esimi Hunger Games insieme a Haymitch, e si alleò temporaneamente con lui. In seguito, ruppero l'alleanza e lei venne uccisa da uno stormo di uccelli rosa che le trafissero il collo col becco. Haymitch rimase con lei e le tenne la mano finché non morì.
La spilla con la Ghiandaia Imitatrice che Madge regala a Katniss era di Maysilee.

#### Romulus Thread
Romulus Thread è l'intransigente nuovo capo dei Pacificatori del Distretto 12 che subentra a Cray. Appare solo nel secondo libro, intento a frustare Gale. Apporta dei grossi cambiamenti nel Distretto: allestisce un palo per le fustigazioni, una forca, dei recinti di detenzione in piazza e fa anche incendiare il Forno.

#### Sindaco Undersee
Il sindaco Undersee è il padre di Madge, e sindaco del Distretto 12. Gli piacciono le fragole che Katniss raccoglie nei boschi e le compra da lei. Appare alla Mietitura, e poi viene nominato nel secondo libro, quando Katniss e Peeta partecipano alla Festa del Raccolto. Muore nel bombardamento del Distretto 12.

#### Mrs. Undersee
Mrs. Undersee è la moglie del sindaco, madre di Madge e sorella gemella di Maysilee Donner. Passa la maggior parte del tempo a letto, in preda alla depressione e all'emicrania, dovute in parte alla morte della sorella. Prende delle medicine per il dolore, ma pare che non facciano effetto. Muore nel bombardamento del Distretto 12 insieme alla famiglia.

#### L'Uomo-delle-capre
L'Uomo-delle-capre è un vecchio che alleva ovini. Katniss compra da lui una capra, che poi regala alla sorella. Prim la chiama Lady. La munge ogni mattina, e col latte fa del formaggio. L'Uomo-delle-capre muore nel bombardamento, e probabilmente anche Lady, che non è stata trasportata nel Distretto 13.

#### Rooba
Rooba è la moglie del macellaio. Rifiuta di comprare Lady dall'Uomo-delle-capre, in modo che possa comprarla Katniss per un prezzo minore. Compra inoltre alcune delle prede di Katniss e Gale, specialmente scoiattoli e cervi. Muore nel bombardamento del Distretto 12.

#### Darius
Darius era uno dei Pacificatori. Diventa un senza-voce dopo aver interferito durante la fustigazione di Gale. È il senza-voce di Katniss per l'Edizione della Memoria, insieme a Lavinia. In seguito, Darius e Lavinia vengono arrestati, imprigionati e torturati. Peeta racconta che Lavinia morì subito durante l'elettroshock, invece Darius venne picchiato per giorni e gli vennero amputate parti del corpo non per farlo parlare, dal momento che non poteva farlo, ma solo perché Peeta potesse vederlo soffrire.

### Capitol City

#### Cinna
Cinna è lo stilista di Katniss, che la veste per tutte le sue apparizioni pubbliche. Nei film è interpretato da Lenny Kravitz e doppiato in italiano da Pino Insegno. È un uomo alto, dagli occhi verdi e dai modi cortesi e genuini, soprattutto con Katniss, alla quale vuole molto bene. A differenza degli altri abitanti di Capitol City, non fa uso della chirurgia estetica, veste con semplici abiti neri ed ha i capelli castani tagliati corti. La sua unica concessione alla stravagante moda di Capitol City è l'eye liner dorato.
I 74esimi Hunger Games sono la prima volta in cui Cinna è stilista dei tributi, che chiede espressamente di essere assegnato al distretto 12. Dopo aver disegnato lo spettacolare vestito con le fiamme per la parata dei tributi, soprannomina Katniss "la ragazza in fiamme", o "la ragazza di fuoco". Il vestito cattura immediatamente l'attenzione del pubblico, ed è proprio grazie a questo che gli sponsor decidono di aiutarla a sopravvivere mandandole dei doni. Cinna sa che può usare i vestiti come veicolo per esprimere idee potenzialmente pericolose.
Nel secondo libro, Cinna veste Katniss per l'intervista con un abito da sposa, ma quando la ragazza alza le braccia il vestito brucia e viene rimpiazzato da un abito nero con le piume che ricorda una Ghiandaia imitatrice, simbolo della rivolta. A causa di questo, Cinna viene picchiato selvaggiamente sotto gli occhi di Katniss appena prima che la ragazza entri nell'arena per l'Edizione della Memoria. Dopo l'esplosione dell'arena, Plutarch rivela a Katniss che Cinna è stato torturato fino alla morte.

#### Plutarch Heavensbee
Plutarch Heavensbee è il giudice che, prima dei 74esimi Hunger Games, cade nella ciotola del punch quando Katniss lancia la freccia sul palco degli Strateghi. Nel secondo libro, invece, dopo la morte di Seneca Crane, diventa il capo degli Strateghi. In seguito, si scopre che è il capo della ribellione nei vari Distretti, e colui che ha avuto l'idea di far esplodere l'arena per salvare Katniss e gli altri durante l'Edizione della Memoria. Cerca di dare a Katniss dei suggerimenti su cosa aspettarsi dall'arena, ma la ragazza non li coglie, e li capisce solo molto tempo dopo. Ne Il canto della rivolta diventa un "regista ribelle" e aiuta i ribelli a creare dei video di propaganda. Alla fine della guerra viene eletto Ministro delle Comunicazioni.

#### Seneca Crane
Seneca Crane è il capo degli Strateghi durante i 74esimi Hunger Games. Viene giustiziato per ordine del Presidente Snow perché ha lasciato vivere sia Katniss che Peeta. Nel libro non ci sono ulteriori dettagli in proposito, mentre nel film Seneca Crane viene portato da due Pacificatori in una stanza che contiene una ciotola di Morsi della Notte, le bacche velenose che Katniss e Peeta avevano cercato di mangiare prima che fossero dichiarati entrambi vincitori. Nel secondo volume, Katniss impressiona gli Strateghi impiccando un manichino su cui scrive "Seneca Crane". Questo le fa assegnare 12 punti, in modo che gli altri tributi possano prenderla di mira.

#### Octavia, Venia e Flavius
Octavia, Venia e Flavius sono i preparatori di Katniss. Abitano a Capitol City e, come tutti i residenti nella capitale, sono pesantemente ritoccati chirurgicamente, e truccati in modo vistoso. Flavius ha dei capelli ricci a cavatappi color carota e il rossetto viola, Octavia la pelle verde pisello e Venia i capelli color acquamarina e tatuaggi dorati sulla fronte. Inizialmente pare che i tre non siano molto svegli e si preoccupino solo dell'apparenza fisica, ma si dimostrano meno superficiali quando devono preparare Katniss per la terza Edizione della Memoria, da cui immaginano che non tornerà. Katniss raccoglie delle informazioni importanti ascoltando i loro pettegolezzi a proposito della scarsità di prodotti, e deduce che i Distretti 3,4 e 8 sono in rivolta. Nel terzo volume, vengono rapiti e portati al Distretto 13 per fare di nuovo da preparatori a Katniss, ma prima che possano vedere la ragazza vengono incarcerati per aver rubato del pane. Quando lo scopre, Katniss li fa liberare.
Venia è la più forte dei tre. Ne La ragazza di fuoco è l'unica che non scoppia a piangere mentre preparano Katniss, invece Octavia e Flavius devono lasciare la stanza entrambi.

#### Caesar Flickerman
Caesar Flickerman è il presentatore e commentatore degli Hunger Games. Conduce anche le interviste con i tributi la sera prima dell'inizio dei Giochi. Ogni anno ha un diverso colore di capelli e di vestito. Nei 74esimi Hunger Games il colore scelto è l'azzurro, mentre l'anno precedente era il rosso cremisi. Katniss dice che Caesar conduce le interviste da più di quarant'anni.

#### Tigris
Tigris è una ex-stilista degli Hunger Games che lavora in un piccolo negozio specializzato in biancheria di pelliccia. La sua faccia è stata alterata con la chirurgia estetica fino a farla sembrare una maschera semi-felina. Katniss presume che dopo l'ultima esagerata operazione Tigris sia stata bandita dal suo lavoro per i Giochi. Tigris inoltre non mangia quasi mai, e quando lo fa si nutre di carne cruda.
Tigris aiuta Katniss e gli altri durante la loro missione nascondendoli nel suo negozio, dando loro del cibo e dei vestiti perché possano travestirsi e non essere riconosciuti.
In Ballata dell'usignolo e del serpente, si scopre essere la cugina di Coriolanus Snow, il futuro presidente di Panem.

#### Claudius Templesmith
Claudius Templesmith è il commentatore degli Hunger Games insieme a Caesar Flickerman.

#### Lavinia
Lavinia è una senza-voce, cioè una serva a cui è stata tagliata la lingua per punizione. Ha i capelli rossi, il viso dagli splendidi lineamenti e la pelle pallida. Katniss la riconosce come la ragazza che ha incontrato un giorno mentre era nei boschi con Gale. Nel terzo libro, Katniss scopre che il suo nome è Lavinia, e Peeta le riferisce che a Capitol City avevano pianificato di torturarla per traumatizzarlo, tuttavia la ragazza muore quasi subito.

#### Portia
Portia è la stilista di Peeta. Si complimenta con Katniss per aver preso 11 punti alla valutazione dei giudici. Viene giustiziata insieme ai preparatori di Peeta in diretta TV.

#### Atala
Atala è una donna alta e atletica, capoistruttore del centro di addestramento prima degli Hunger Games.

### Distretto 13

#### Alma Coin
Alma Coin è l'antagonista principale della terza e ultima storia originale Il canto della rivolta, e la leader del Distretto 13. Dopo la conquista di Capitol City, si autoproclama presidente ad interim di Panem. Katniss non le va a genio, e avrebbe preferito che al suo posto venisse salvato Peeta dall'arena. Viene uccisa da Katniss all'esecuzione del Presidente Coriolanus Snow perché è stata la responsabile del bombardamento che ha ucciso Prim e molti bambini di Capitol City. Inoltre Coin si rivela essere un'altra nemica principale della democrazia; ella non voleva infatti liberare Panem, ma voleva semplicemente sostituirsi a Snow e governare come una potente e spietata dittatrice.

#### Boggs
Boggs è il braccio destro della Presidentessa Coin. Inizialmente a Katniss non piace, ma poi Boggs si dimostra onesto, arguto e amichevole, e Katniss impara a fidarsi di lui. Fa da guardia del corpo a Katniss ed è assegnato alla Squadra 451 insieme a lei, Gale e Finnick. Durante la missione a Capitol City mette un piede su una mina che l'Olo non aveva segnalato. La bomba gli fa saltare entrambe le gambe. Il resto della squadra lo trasporta in un appartamento e lui, poco prima di morire, consegna l'Olo a Katniss, le dice di completare la missione e di uccidere Peeta, cosa che Katniss non fa perché ama il ragazzo.

#### Cressida
Cressida è la direttrice della troupe televisiva. Lei e il resto della troupe vengono da Capitol City e si sono uniti ai ribelli. Cressida è descritta come una donna con la testa rasata e tatuata a rampicanti verdi. Il suo compito è filmare gli spot di propaganda dei ribelli (detti pass-pro). Segue Katniss a Capitol City durante la sua missione, e porta i membri della squadra a rifugiarsi da Tigris. Dopo la guerra, Cressida va con Pollux nei vari Distretti a realizzare servizi sui disastri provocati dal conflitto.

#### Messalla
Messalla è l'assistente di Cressida. Si unisce alla squadra di Katniss per la loro missione a Capitol City. Muore mentre si fanno strada nella città sotterranea, intrappolato da un fascio di luce che gli scioglie la pelle.

#### Leeg 1 e Leeg 2
Leeg 1 e Leeg 2 sono due sorelle gemelle nate nel Distretto 13. Sono molto simili, così per distinguerle vengono chiamate 1 e 2. Vengono inserite nella squadra di Katniss per assisterla nella missione finale. Quattro giorni dopo l'arrivo a Capitol City, Leeg 2 muore a causa di un dardo che le si conficca in testa. Leeg 1 in seguito si sacrifica al "Tritacarne" insieme alla Jackson per tenere a bada gli ibridi-lucertola e permettere agli altri di andare avanti. Mentre nel film a causa di un'esplosione una di loro perde una gamba e l'altra rimane insieme alla sorella che non può muoversi, circondate dai pacificatori cominciano a sparare ma vengono fatte esplodere.

#### Mitchell, Jackson e Homes
Mitchell, Jackson e Homes fanno parte della squadra di Katniss. Muoiono tutti e tre durante la guerra. Mitchell viene lanciato da Peeta, durante uno dei suoi attacchi di rabbia, contro una rete irta di uncini e successivamente ucciso da un'ondata di sostanza nera simile a catrame. Jackson si sacrifica restando al "Tritacarne" per tenere a bada gli ibridi insieme a Leeg 1. Homes viene decapitato da un ibrido insieme a Finnick e Castor.

#### Castor e Pollux
Castor e Pollux sono i due cameraman della troupe di Cressida. Di solito portano delle pesanti telecamere mobili che somigliano a gusci di coleotteri. Pollux è un ex senza-voce, scappato da Capitol City, e Castor traduce ciò che il fratello dice a segni. Castor muore per opera degli ibridi-lucertola, come Finnick e Homes.

#### Dr. Aurelius
Il Dr. Aurelius è il medico del Distretto 13. Si prende cura di Katniss e di Peeta dopo che è stato depistato. Fa anche da terapista a Katniss dopo la morte di Prim, anche se di solito il dottore finisce per dormire durante le sedute, a meno che Katniss non intenda parlare. Fa da testimone della difesa al processo di Katniss, asserendo che è impazzita in seguito al bombardamento.

### Altri distretti

#### Volumnia Gaul
La dottoressa Volumnia Gaul è l'antagonista principale della prima storia prequel Ballata dell'usignolo e del serpente, e la peggior nemica del futuro e dispotico presidente Coriolanus Snow. Nel film è interpretata da Viola Davis e doppiata in italiano da Emanuela Baroni.

#### Annie Cresta
Annie Cresta è la vincitrice dei 70esimi Hunger Games. Viene dal Distretto 4, ha gli occhi verdi e i capelli castani. Divenne mentalmente instabile dopo aver visto il tributo maschio del suo distretto venire decapitato. Riuscì a vincere la sua edizione dei Giochi grazie alla rottura di una diga che allagò l'intera arena: provenendo dal distretto della pesca, era la migliore nuotatrice e sopravvisse. Viene estratta per partecipare alla terza Edizione della Memoria, ma Mags si offre volontaria al suo posto. Le urla di Annie, replicate dalle Ghiandaie chiacchierone, vengono usate per tormentare Finnick Odair, che è innamorato di lei, mentre è nell'arena. Dopo che Finnick e Katniss sono scappati dall'arena, Annie viene presa in ostaggio da Capitol City e torturata, fino a quando i ribelli del Distretto 13 la salvano insieme a Peeta e Johanna. Nel terzo libro, Finnick e Annie si sposano e lei rimane incinta, ma durante la missione finale a Capitol City Finnick viene ucciso. Dopo la guerra, Annie torna a vivere nel Distretto 4 con il suo bambino.

#### Comandante Paylor
La Comandante Paylor è il capo delle truppe ribelli del Distretto 8. Ha gli occhi marrone scuro, e odora di metallo e sudore. Katniss la incontra la prima volta quando va al Distretto 8 per registrare un filmato di propaganda. In seguito, la incontra di nuovo nella villa del Presidente Snow, abitata dai ribelli, e la Paylor le lascia vedere il Presidente Snow, che è imprigionato ed attende di essere giustiziato. Due giorni dopo che Katniss ha ucciso la Coin, la Paylor diventa presidente di Panem.

#### Bonnie e Twill
Bonnie e Twill sono del Distretto 8. Katniss le incontra nei boschi. Twill le mostra una galletta con impressa la Ghiandaia Imitatrice, e Katniss vede per la prima volta che l'uccello della sua spilla è diventato il simbolo della rivolta. Bonnie e Twill stanno andando al Distretto 13, e confermano a Katniss che esiste, non è stato distrutto come Capitol City sostiene. Nel terzo libro, comunque, si dice che le due non sono mai arrivate al Distretto 13, e sono presumibilmente morte. Non appaiono nel film.

#### Comandante Lyme
La Comandante Lyme viene dal Distretto 2 ed è stata la vincitrice di un'edizione degli Hunger Games. Katniss ricorda di averla vista in una dei nastri mandati da Effie. È una donna alta e muscolosa, e guida i ribelli del Distretto 2 per prendere l'Osso, una montagna che contiene le munizioni di Capitol City. Si presume che sia morta in combattimento, perché alla fine del libro, quando la presidentessa Coin raduna i vincitori restanti, ci sono solo Katniss, Peeta, Beetee, Annie, Enobaria, Haymitch e Johanna.